# RoboCop 3 (jeu vidéo)
 (octobre 2019).
Si vous disposez d'ouvrages ou d'articles de référence ou si vous connaissez des sites web de qualité traitant du thème abordé ici, merci de compléter l'article en donnant les références utiles à sa vérifiabilité et en les liant à la section « Notes et références ».
RoboCop 3 — parfois surnommé RoboCop 3D — est un jeu vidéo d'action en 3D développé par Digital Image Design et édité par Ocean Software en 1992 sur Amiga, Atari ST et DOS. Le jeu est basé sur le film homonyme produit par Orion Pictures.
L'aventure reprend globalement la trame du film et propose des séquences de jeu variées avec des phases de tir à pied, des poursuites en voiture ou encore le survol de la ville en jetpack. Conçu par les créateurs de F29 Retaliator, Epic et plus tard TFX, le jeu est réputé pour son moteur 3D.

## Système de jeu
Le joueur a le choix entre le mode  “Movie aventure” et le mode “Arcade action”, qui est une succession de défis reprenant les phases du mode principal mais sans aucun liant narratif.

## Équipe de développement
- Conception : Martin Kenwright
- Programmation : David Dixon, Jamie Cansdale
- Graphisme : Shaun Hollywood, Paul Hollywood, Ian Boardman
- Musique : Øisten Eide, Martin Wall